# サアーダトゥッラー・ハーン
サアーダトゥッラー・ハーン（Sa'adatullah Khan, 生年不詳 - 1732年）は、南インドのカルナータカ太守（在位：1710年 - 1732年）。サアーダトゥッラー・ハーン1世（Sa'adatullah Khan I）とも呼ばれる。

## 生涯
1710年、カルナータカ太守ダーウード・ハーン・パンニーがデカン総督に任命されデカン地方へ赴いたため、サアーダトゥッラー・ハーンが代わりに太守に任命された。彼はすでにこの頃により独立の動きを強め、ムガル帝国から自立化しつつあったという。
1711年には、サアーダトゥッラー・ハーンは前太守がイギリス東インド会社に与えたマドラス付近の5村に関して、不十分な助成金を理由に返還を要求したが、結局これは会社側の有力商人によって友好的に解決された。
アウラングゼーブの死後、ムガル帝国の広大な領土では反乱が相次ぎ、1713年に帝国内でジャハーンダール・シャーとファッルフシヤルが帝位をめぐって争うと、カルナータカ太守サアーダトゥッラー・ハーンは帝国から独立し、カルナータカ地方政権を樹立した。以降、1744年まで彼の一族であるナワーヤト家が太守位を世襲することとなった
これにより、南インドの広大な版図がムガル帝国から消え去り、この地に帝国の支配は及ばなくなってしまった。とはいえ、歴代の君主は名目上は帝国の主権を認めていた。
サアーダトゥッラー・ハーンの治世初期には、北インド出身のラージプートであるデー・シングがシェンジ（ジンジー）を拠点に反旗を翻し（その父スワループ・シングはアウラングゼーブによってシェンジを任された人物だった）、反乱は1714年10月3日に彼が殺されるまで続いた。
サアーダトゥッラー・ハーンの治世で注目されるのは、ムガル帝国の正式の許可なしに甥のドースト・アリー・ハーンを後継者に指名したことだった（私的な認可受けていた）。
また、1724年には南インドのほかの勢力とも連携して、マイソール王国の首都シュリーランガパッタナを包囲している。
1732年、サアーダトゥッラー・ハーンは死亡し、太守位はドースト・アリー・ハーンに継承された。